# آیزرنباخ
آیزرنباخ (به آلمانی: Eisernbach) یک رود در آلمان است که در نوردراین-وستفالن واقع شده‌است.